# Fire / Jericho
Pour les articles homonymes, voir Jéricho (homonymie).
Singles de Prodigy
Everybody in the Place
(1991) Out of Space
(1992)
Clip vidéo
[vidéo] « Fire », sur YouTube
Fire / Jericho est le troisième single du groupe britannique Prodigy, sortie au Royaume-Uni le 14 septembre 1992 sur le label XL Recordings.
Le single débute à la 12e place du classement officiel des ventes de singles britannique pour la semaine du 20 au 26 septembre 1992 et atteint sa meilleure position à la 11e place la semaine suivante.
C'est un single « double face A », contenant deux chansons, Fire et Jericho, du premier album de Prodigy, Experience, qui sortira deux semaines plus tard, le 28 septembre 1992.

## Classements
| Classement (1992)              | Meilleure position |
| ------------------------------ | ------------------ |
| Royaume-Uni (UK Singles Chart) | 11                 |